# Léon Herschtritt
Léon Herschtritt (10. prosince 1936, Paříž – 21. listopadu 2020, Paříž) byl francouzský humanistický fotograf. V roce 1960 získal Niépcovu cenu pro mladého fotografa.

## Životopis
Během druhé světové války a německé okupace byl Herschtritt internován v internačním táboře Drancy. Jeho rodina unikla deportaci díky britské národnosti otce. Po válce studoval na École Nationale Supérieure de la Photographie. Ve své práci se aktivizoval během šedesátých let a byl součástí humanistického fotografického hnutí. Byl členem sdružení Klub 30 × 40. V roce 1958 byl mobilizován do alžírské války, poté vyučoval fotografii jako součást národního vzdělávacího systému.
V roce 1960 Herschtritt vydal své první fotoalbum s názvem Les Gosses d'Algérie, které vyšlo v časopise Réalités. Fotografie byly vystaveny v Maison des Beaux-Arts v Paříži. Ve stejném roce za album získal Niépcovu cenu.
Herschtritt uskutečnil na žádost Ministerstva spolupráce v roce 1963 tříměsíční misi v subsaharské Africe. Pořídil tisíce fotografií o dekolonizaci Afriky, které byly publikovány v knihovně ministerstva. Byly nejdříve vystaveny v Musée de l'Homme (Muzeum člověka), pak kolovaly po Francii a nakonec i v zahraničí.
Během pobytu v Paříži pracoval Herschtritt jako reportér-fotograf pro společnosti L'Obs, La Vie a Réalités, poté se stal fotografem na volné noze a pařížským dopisovatelem pro Camera Press v Londýně. V sedmdesátých letech přestal fotografovat a začal sbírat staré fotografie a staré fotoaparáty, které našel v Drouot a na bleším trhu. Stal se odborníkem se specializací na historickou fotografii. V roce 2001 zorganizoval jednu z prvních aukcí fotožurnalistiky.
Se svou manželkou Nicolou založil Herschtritt v roce 1974 podnik Le Bistrot de Montmartre. Kavárna zdobená fotografiemi z jeho sbírky se stala místem setkávání pařížských fotografů.
Léon Herschtritt zemřel v Paříži dne 21. listopadu 2020 ve věku 84 let.

## Ocenění
- Prix Niépce (1960)
- Prix Gens d'Images (1966)

## Publikace
- Au hasard des femmes (1966)
- La célébration des putains, selon l’Ancien et le Nouveau Testament (1968)
- Portfolio de 10 photographies sur le thème du couple (1974)
- amais deux fois le même regard (1996)
- Die Mauer, Berlin 1961 (2009)
- Léon Herschtritt, photographies (2012)